# Manfred H. Krämer

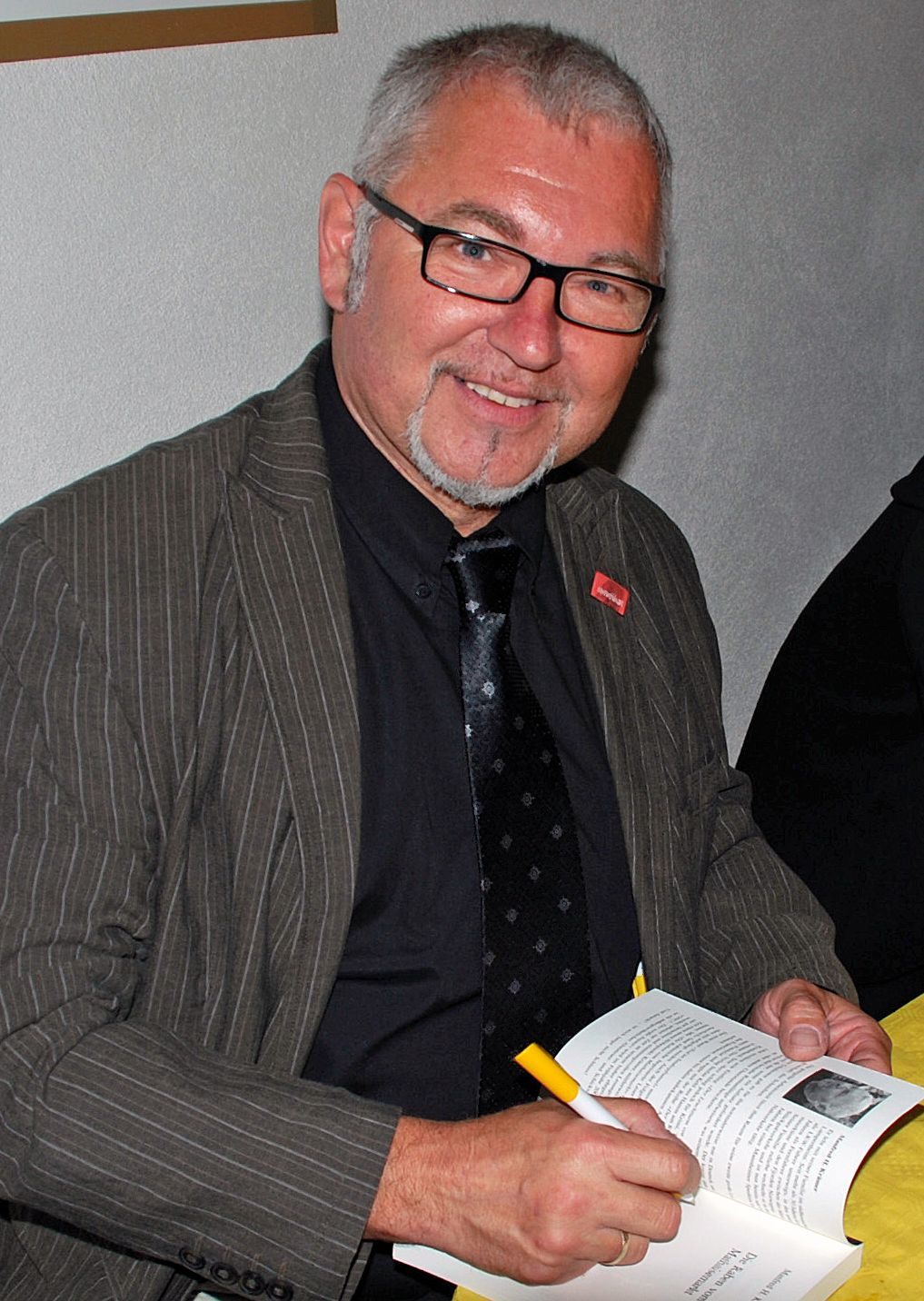
Manfred H. Krämer 2006

Manfred H. Krämer (* 31. Januar 1956 in Lampertheim in Hessen) ist ein deutscher Journalist und Buchautor.

## Leben und Wirken
Manfred Krämer ist hauptberuflich seit den 1970er Jahren als LKW-Fahrer unterwegs. Seit August 2011 ist er auch als Kolumnist für das Laufmagazin „Runner’s World“ tätig.
Seit 1994 ist er als Buchautor tätig, in diesem Jahr wurde sein erstes Buch, Der Leuchtturm von Lüttenbüttel veröffentlicht. Es handelt sich dabei um ein Kinderbuch. Sein wesentliches Betätigungsfeld sind jedoch Krimis, Thriller und Romane. 2004 startete er mit dem Kriminalroman Tod im Saukopftunnel  die Reihe Der Bergstraßen-Krimi-Serie, die ursprünglich im Kehl Verlag herausgegeben wurde, die mittlerweile vom Heyne Verlag bundesweit vertrieben wird. Der erste Band Tod im Saukopftunnel wurde bereits nach vier Wochen neu aufgelegt. Auch der Folgeband Der Kardinal von Auerbach fand zahlreiche Leser. Die Raben vom Mathaisemarkt erschien 2006. Krämer arbeitete zwei Jahre an „ONCA“, einem Abenteuer- und Schicksalsroman, der im Herbst 2008 erschien. 2009 war Krämer mit seinem Programm „Heinzplus“ unterwegs, welches sich auf Heinz Erhardt bezieht, der in diesem Jahr 100 Jahre geworden wäre.
Seit Dezember 2010 schreibt Krämer bei dem Mannheimer Traditionsverlag Waldkirch. Sein bisher erfolgreichster Krimi, Spargelmord, erschien im März 2011. Im Juli 2011 erschien der Thriller Die Skorpionin.

## Werke (Auswahl)
Romane
- Onca. Der weisse Jaguar. Roman. Kehl Verlag, Hamm am Rhein. 2008. ISBN 978-3-935651-34-9.
- Die Skorpionin. Odenwald-Thriller. Verlag Waldkirch, Mannheim 2011, ISBN 978-3-927455-84-9.

Kriminalromane
- Maimarktmord. Ein Mannheimer Rhein-Neckar-Krimi. Verlag Waldkirch, Mannheim 2013, ISBN 978-3-86476-040-2.
- Mordsquilt. Roman, Verlag Waldkirch, Mannheim 2012, ISBN 978-3-86476-020-4.
- Kohlemord. Ein Mannheimer Rhein-Neckar-Krimi. Verlag Waldkirch, Mannheim 2012, ISBN 978-3-927455-86-3.
- Spargelmord. Ein Rhein-Neckar-Krimi. Verlag Waldkirch, Mannheim 2011, ISBN 978-3-927455-83-2.
- Tod im Saukopftunnel. Roman. Kehl Verlag, Hamm am Rhein. 2004, Lizenz: Heyne, München. 2008, ISBN 978-3-453-43386-1.
- Der Kardinal von Auerbach. Roman. Kehl Verlag, Hamm am Rhein. 2005, Lizenz: Heyne, München 2009, ISBN 978-3-453-43390-8.
- Die Raben vom Mathaisemarkt. Roman. Kehl Verlag, Hamm am Rhein. 2006, Lizenz: Heyne, München 2011, ISBN 978-3-453-43391-5.
- MordsMarathon. Ein Mannheimer Rhein-Neckar-Krimi. Verlag Waldkirch 2016, ISBN 978-3-86476-072-3.
- RiverMord. Ein Flusskreuzfahrt-Krimi. Verlag Waldkirch, Mannheim 2017, ISBN 978-3-86476-085-3.

Kinderbücher
- Der Leuchtturm von Lüttenbüttel. Heitere Geschichten um einen Comiczeichner und seinem zehnjährigen Sohn, die in einem alten Leuchtturm an der Nordseeküste wohnen. Verlag Bitsch, Birkenau 1994, ISBN 3-925014-14-4.
- Rolli Rakete. Einsatz für den Puma; spannende Abenteuer um einen 14jährigen Jungen, der im Rollstuhl sitzt. Reiskorn-Verlag, Lampertheim 1998, ISBN 3-00-003271-1.

Biographisches
- Die Marathonne. Band 1: 1999–2010. Ein Laufbuch. Books on Demand, Norderstedt 2018, ISBN 978-3-7407-3408-4.